# 明道 (藝人)
林朝章（1980年2月26日—），藝名明道，臺灣男演員、歌手，是恒星影业旗下艺人，跨足偶像劇、時裝劇、古裝劇及武俠劇等各類戲劇的拍攝。因主持旅遊節目《冒險王》走紅，並於2004年憑該節目獲得第39屆金鐘獎「文教資訊節目主持人獎」，成為史上最年輕獲得金鐘獎的主持人。2004年涉足影视剧至今已拍攝多部戲劇及电影作品。

## 演藝經歷
高中時參加《我猜我猜我猜猜猜》粗獷男選拔的單元，因而被星探發掘。
2002年以《冒險王》主持人身分正式出道，帶領著觀眾在世界各地冒險犯難，兩年的冒險旅程，讓他走遍大半個地球且逐漸走紅。2004年以《冒險王》在眾多資深主持人中脫穎而出獲得第39屆金鐘獎 「文教資訊節目主持人獎」的殊榮，成為史上最年輕獲得金鐘獎的主持人。
2004年加入183club及首次參與戲劇演出，並且在三立偶像劇《天國的嫁衣》飾演程海諾一角，獲得許多觀眾的青睞，幾年後更輪番在中國各地播映，收視連連告捷。
2005年在三立偶像劇《王子變青蛙》擔綱男主角飾演一嚴厲無情的飯店總經理，因車禍失憶而变得善解人意，角色前後極端的個性，被他發揮得十分準確，證明了在演技方面的潛力，收視率最高達8.52，平均收視率6.99，打破由F4和徐熙媛主演的《流星花園》保持的偶像劇平均收視紀錄（這劇集保持的收視記錄直至2008年才被由陳喬恩、阮經天主演的《命中注定我愛你》打破）並同時也成為三立偶像劇一哥。
2006年參與《愛情魔髮師》、《星蘋果樂園》、《天使情人》三部戲劇演出，在《天使情人》中更一改有錢角色的形象，飾演一位從鄉下來的純樸青年楊天佑，其演技備受觀眾及導演鄧安寧肯定。
2007年初擴張演藝事業版圖，至中國拍攝由張恨水小說《現代青年》改編的年代劇《夢幻天堂》，年中結束拍攝再度回到台灣主演三立偶像劇《櫻野三加一》擔綱男主角。
2008年年初與郭品超合作拍攝《敲敲愛上你》再次挑戰演技，飾演花花公子，09年於江蘇衛視黃金檔播出時，為同時段收視冠軍。年底拍攝兩部大陸戲劇，分別是由中國湖南衛視製作的《微笑在我心》和海南廣播電視總台製作的《守著陽光守著你》。
2009年初拍攝首部電影，與大陸影帝夏雨合作電影《感情生活》，並拍攝安徽衛視自製劇《幸福一定強》，在春節長假期間成為偶像劇中的收視冠軍。同年與安以軒一同被大陸戲劇製作單位評選為最喜歡合作的台灣男女偶像代表，在大陸片酬身價直逼一線演員酬勞。年底拍攝首部古裝戲劇《嫦娥》，飾演吳剛。
2010年初與前經紀公司合約到期，並無續約，之後成立“明道工作室”，回台拍攝導演程孝澤執導的電影《近在咫尺》，與彭于晏、郭采潔、苑新雨合作。同年七月與楊謹華合作拍攝三立偶像劇《鍾無艷》。在2010年中與年底分別獲選中國十大帥哥第一名，及獲得香港十大衣著奬，2010年拍完《鍾無艷》，再也沒有出現在三立偶像劇的身影。
2011年初與新生代女星宋紀妍一同代言女用內衣品牌《蕾黛絲》。並拍攝中國古裝劇《美人天下》，與張庭、張晨光、李小璐等演員合作。四月中旬赴義大利拍攝個人寫真書，於七、八月發行。接著拍攝個人第三部古裝劇《王的女人》，飾演歷史人物項羽，已於七月拍攝完畢。同年十月於海南拍攝《天使的幸福》，與劉詩詩及江語晨合作，2012年1月殺青。
2012年2月15日入伍，陸軍2131梯，新訓地點宜蘭金六結營區。
2012年3月26日加入陸軍儀隊，受訓地點為台北大直裝甲憲兵營三軍儀隊集訓隊，接受為期4個月的訓練，7月23日結訓測驗合格，正式成為陸軍儀隊的一員，8月11日的空军节上，完美无缺地完成了公开操演任务，成为活动上最吸睛的人，同時也成為史上第一位在中華民國國慶上表演的藝人，其精彩表現為雙十節一大亮點，得到“全台最MAN藝人”、“國軍代言人”等贊譽；11月2日，飛碟電臺特邀身為陸軍儀隊的明道接受訪問，明道以其優異表現與正面形象成為台灣史上第一位被電臺專訪的現役士兵。
2013年1月15日退伍，結束11個月的軍旅生涯。
2013年3月，與孫儷、張譯、張晨光、鄔君梅、朱茵等實力派演員出演《辣媽正傳》（或《辣媽成長記》），在居中飾演醫生鮑帥。7月11日，籌備多月的明道工作室第四部作品《如果我愛妳》在上海低調開機，這部劇由明道主演兼制片人。
2013年12月20日，明道推出個人首張國語專輯《失戀美學》，並於2014年1月11日和紀佳松聯合舉辦了鬥陣俱樂部音樂會。收錄了包括《突然好想愛她》、《副歌別再那麼動人》等在內的10首歌曲   ；之後，隨183club參加中天綜合台訪談類節目《SS小燕之夜》的錄制，這也是組合解散5年後首次一起參加節目 。
2014年1月11日，與紀佳松合作舉辦了「鬥陣俱樂部音樂會」 ；同年4月，與商蓉、鄔君梅、趙毅合作主演都市輕喜劇《私房錢》，在劇中飾演公司破產、事業面臨危機的男主角英銘  ；同年，擔任騰訊視頻明星旅行真人秀節目《跟著明道趣旅行》的主持人及出品人 ；同年7月，出演劉江執導的愛情喜劇電影《咱們結婚吧》，在片中飾演女主角葉雯雯的前男友李建鋒  ； 之後，出演王小康執導的都市情感劇《毛丫丫被婚記》，在劇中飾演講義氣、重感情、愛面子的男主角劉火   。
2015年3月，出演周智勇執導的愛情喜劇勵志電影《戀愛教父之三個「壞」傢伙》，在片中飾演總愛胡言亂語但心地卻很善良的男主角胡言 ，同年7月，擔任騰訊視頻明星旅行真人秀節目《跟著明道去旅行第二季》的主持人；同年9月，與張靜初、張歆藝、秦嵐合作主演都市情感劇《咱們相愛吧》，在劇中飾演沈穩、細膩又多情的黃紹谷；之後，與白百何、黃立行合作主演徐靜蕾執導的警匪懸疑電影《綁架者》（原名《迷途殺》），在片中飾演重案組組長陸然 。
2016年3月，與蔣雯麗合作主演都市情感劇《轉角之戀》 ；同年，擔任騰訊視頻選秀娛樂節目《最強女團》的導師 ；同年7月，與梁家輝、劉嘉玲、吳磊等合作主演魔幻動作電影《阿修羅》；之後，出演鄢頗執導的都市情感劇《最親最愛的人》，在劇中飾演男主角楊子軒 。
2017年，作為固定嘉賓參加江蘇衛視戀愛實境真人秀節目《我們相愛吧第三季》的錄制，並與183club成員們再度聚首，一起演唱了《真愛》、《迷魂記》等歌曲 ；10月31日，赴美國參加亞洲國際電影節MoRedii中國之夜，並獲得亞洲傑出藝人獎  ；11月，參加騰訊視頻文化類節目《見字如面第二季》的錄制，並現場朗讀了信件《沈從文寫給張兆和》 。
2018年1月16日，獲得綠尚·小資風尚盛典年度風尚男演員獎  ；同年，與謝天華、鄭嘉穎、遲帥、馮銘潮等聯袂主演公路犯罪喜劇《套路》，在劇中飾演男主角弓禮 ；5月11日，其主演的喜劇電影《市長夫人的秘密》上映。
2018年10月3日，《最好的遇見》（原名：《毛丫丫被婚記》）在山東衛視播出。同年主演愛情概念電影《來自你的瓦倫汀》，並且攜影片參加第75屆威尼斯國際電影節、第71屆戛納電影節、第55屆金馬獎、第5屆絲綢之路國際電影節等。

## 電視劇
| 首播年份 | 電視台     | 劇名                   | 角色          | 備註       |
| -------- | ---------- | ---------------------- | ------------- | ---------- |
| 2003年   | 華視       | 麻辣鮮師               | 阿明          |            |
| 2004年   | 三立都會台 | 天國的嫁衣             | 程海諾        | 第二男主角 |
| 2005年   | 三立都會台 | 王子變青蛙             | 單均昊(茼蒿)  | 第一男主角 |
| 2006年   | 三立都會台 | 愛情魔髮師             | 杜亞斯 杜亞鈞 | 第一男主角 |
| 2006年   | 中視       | 星蘋果樂園             | 陶斯          | 第一男主角 |
| 2006年   | 衛視中文台 | 天使情人               | 楊天佑        | 第一男主角 |
| 2007年   | 東方衛視   | 夢幻天堂               | 周計春        | 第一男主角 |
| 2007年   | 三立都會台 | 櫻野三加一             | 楊家將        | 第一男主角 |
| 2008年   | 八大綜合台 | 敲敲愛上你             | 趙冠希        | 第二男主角 |
| 2008年   | 湖南衛視   | 微笑在我心             | 梁宇方        | 第一男主角 |
| 2009年   | 馬來西亞   | 守著陽光，守著你       | 楊睿          | 第一男主角 |
| 2009年   | 安徽衛視   | 幸福一定強             | 尹定強        | 第一男主角 |
| 2009年   | 上海影視   | 嫦娥                   | 吳剛          | 第一男主角 |
| 2010年   | 三立都會台 | 鍾無艷                 | 齊宣          | 第一男主角 |
| 2010年   | 安徽卫视   | 美人天下               | 明崇儼        | 第一男主角 |
| 2011年   | 浙江卫视   | 王的女人               | 雲狂          | 第一男主角 |
| 2011年   | 安徽卫视   | 幸福三颗星             | 尹定强        | 客串       |
| 2012年   | 湖南卫视   | 胜女的代价             | 亞當貝爾      | 客串       |
| 2014年   | 湖南卫视   | 辣媽正傳               | 鮑帥          | 第二男主角 |
| 2014年   | 湖北卫视   | 如果我爱你             | 亞當貝爾      | 第一男主角 |
| 2015年   | 中國大陸   | 極品女士               |               |            |
| 2015年   | 中國大陸   | 私房钱                 | 李英铭        | 第一男主角 |
| 2016年   | 網路劇     | 整容季                 | 司機          |            |
| 2016年   | 公視       | 滾石愛情故事-新不了情  | 蕭志傑 廖青雲 | 單元男主角 |
| 2016年   | 中國大陸   | 我的朋友陳白露小姐     | 方英泽        | 第一男主角 |
| 2016年   | 湖南衛視   | 咱們相愛吧             | 黄绍谷        |            |
| 2017年   | 安徽衛視   | 天使的幸福             | 安杰羅        | 第一男主角 |
| 2018年   | 山東影視   | 最好的遇见             | 刘火          | 第一男主角 |
| 2019年   | 台視、八大 | 我們不能是朋友         | 明道          | 客串       |
| 2019年   | 河北頻道   | 最親最愛的人           | 楊子軒        | 第一男主角 |
| 2021年   | 網絡劇     | 完美的他               | 徐廣寒        |            |
| 2023年   | 中國大陸   | 轉角之戀(2016年拍攝)   | 陈居易        | 第一男主角 |
| 2023年   | 优酷       | 弓元特攻隊(2018年拍攝) | 弓礼          | 第一男主角 |
| 2024年   | 中國大陸   | 你也有今天             | 陳老板        | 客串       |
| 2024年   | 中國大陸   | 烈焰                   | 古            | 客串       |
| 2024年   | 中國大陸   | 金庸武俠世界           | 洪七公        | 網絡劇     |
| 2024年   | 中國大陸   | 多大點事兒             | 望角一號      |            |
| 2025年   | 中國大陸   | 長安的荔枝             | 阿豐          |            |
| 2025年   | 中國大陸   | 華山論劍               | 洪七公        | 網絡劇     |
| 待播     | 中國大陸   | 時差一萬公里           |               |            |
| 待播     | 中國大陸   | 不眠日                 |               |            |
| 待播     | 中國大陸   | 四十七                 | 江乘风        |            |
| 待播     | 中國大陸   | 玫瑰丛生               |               |            |

## 電影
| 首映   | 劇名                 | 角色   |
| ------ | -------------------- | ------ |
| 2010   | 感情生活             | 廣末   |
| 2010   | 近在咫尺             | 阿翔   |
| 2015   | 願望清單(電視電影)   | 李永裕 |
| 2015   | 咱们结婚吧           | 李建鋒 |
| 2015   | 戀愛教父之三個壞傢伙 | 胡言   |
| 2017   | 绑架者               | 陆然   |
| 2018   | 市長夫人的秘密       | 劉機要 |
| 2018   | 阿修羅               | 医生   |
| 2018   | 地球最后的夜晚       | 交警   |
| 2019   | 程序戀人             | 明     |
| 2024   | 前途海量(網絡電影)   |        |
| 待上映 | 推棺(網絡電影)       | 李秘原 |

### 明道工作室藝人及作品
2010年成立，旗下藝人：徐開騁、楊欣穎、馬賽羅、湯甄。
| 拍攝年度 | 首播年度 | 劇名           |
| -------- | -------- | -------------- |
| 2011年   | 2012年   | 勝女的代價     |
| 2011年   | 2017年   | 天使的幸福     |
| 2012年   | 2013年   | 勝女的代價2    |
| 2013年   | 2014年   | 如果我爱他     |
| 2018年   | 2019年   | 来自你的瓦伦汀 |

## 書籍作品

### 個人書籍
- 2004：《明道的冒險世界－菜市場小孩帶你看世界》
- 2011：《Start》

### 電視寫真書
- 2005：《王子變青蛙 真愛童話》
- 2005：《王子變青蛙：失去記憶的男孩》（DVD）
- 2005-2007：傑報（雜誌）
- 2006：《愛情魔髮師 電視寫真書》
- 2006：《183的愛情魔髮》
- 2006：《星蘋果樂園 幸福寫真書》
- 2006：《天使情人 寫真書》
- 2007：《櫻野3加1 寫真紀實》
- 2008：《夢幻天堂 寫真書》（中國）
- 2009：《敲敲爱上你 寫真書》
- 2010：《鍾無艷 寫真書》

### 電影寫真書
- 2010：《近在咫尺 電影寫真書》

## 主持作品
- 2016：腾讯视频《最强女团》出任指挥官
- 2014-2015：腾讯视频《跟著明道趣旅行》第一、二季
- 2011：安徽衛視中秋晚會
- 2011：安徽衛視元旦晚會
- 2009：深圳衛視跨年演唱會
- 2009：Mnet 亞洲音樂盛典中國分會場
- 2009：江苏卫视《原叶百分百》
- 2008：湖北衛視《綜藝奇兵》
- 2007：湖北衛視《綜藝奇兵》
- 2005-2007：三立都會台《完全娛樂》（代班主持）
- 2006：台視《少年特攻隊》（代班主持）
- 2005-2006：中視跨年晚會《希望起飛GOGOGO》
- 2004-2005：中視跨年晚會《相約歡唱到天明》
- 2002-2005：三立都會台《冒險王》

## 獎項紀錄

### 影視獎項
- 2018-01-16    綠尚·小資風尚盛典年度風尚男演員獎 （獲獎）
- 2017 亞洲國際電影節MoRedii中國之夜亞洲傑出藝人獎（獲獎）
- 2011    第3屆   安徽衛視國劇盛典「年度網絡最受歡迎全能藝人」   《美人天下》   （獲獎）
- 2011    第3屆   安徽衛視國劇盛典「年度網絡最受歡迎港台男演員」   《美人天下》   （提名）
- 2011    第1屆   優酷影視盛典夏季盤點「電視劇飛躍男演員」   《美人天下》   （獲獎）
- 2009    第3屆   中國影視演員公眾形象滿意度調查榜「第11名(台灣演員第1名)」   （獲獎）
- 2009    第2屆   中國年度影視最佳男演員   （提名）
- 2009    第1屆   澳門國際電影節「最佳男配角」   《感情生活》   （提名）
- 2008    第2屆   中國影視演員公眾形象滿意度調查榜「第18名(台灣演員第一名)」   （獲獎）
- 2008    第1屆   中國海西時尚娛樂盛典「時尚偶像劇藝人」   （獲獎）
- 2007    第2屆   騰訊星光大典「台灣年度最受歡迎電視劇男演員」   （獲獎）
- 2004    第39屆   台灣電視金鐘獎「文教資訊節目主持人」   《冒險王》   （獲獎）

### 其他獎項
- 2013   PCLADY時尚盛典全能風尚獎   明道   （獲獎）
- 2013   獲得ModernBride最受讀者喜愛男藝人獎   明道   （獲獎）
- 2013   時尚新娘婚尚盛典幸福偶像   明道   （獲獎）
- 2013  《男人裝》年度時尚領袖   明道   （獲獎）
- 2010    第22屆   新天地時尚「大中華傑出衣著人士」   明道&古巨基&任賢齊   （獲獎）
- 2009    中國最有品牌影響力的60位明星「十大新銳明星-中國新偶像劇代表」   （獲獎）
- 2007    中國流行音樂總評榜「年度最受歡迎組合」183Club   （獲獎）
- 2007    hito流行音樂「年度電視原聲帶」   愛情魔發師   （獲獎）
- 2006    新城國語力「組合」   183Club   （獲獎）
- 2006    新城國語力「亞洲人氣偶像」   183Club   （獲獎）
- 2006    新城國語力「金曲獎」   迷魂計   （獲獎）
- 2006    MusicRadio中國TOP排行榜「港臺最受歡迎組合」   183Club   （獲獎）
- 2006    TOM網絡娛樂英雄會「年度最受歡迎銀幕情侶」   明道&王心淩   （獲獎）
- 2006    TOM網絡娛樂英雄會「年度最受歡迎組合」   183Club   （獲獎）
- 2006    9+2音樂先鋒榜「年度「碰碰網」網上最具人氣先鋒組合」   183Club   （獲獎）
- 2006    9+2音樂先鋒榜「年度先鋒新人組合」   183Club   （獲獎）
- 2006    hito流行音樂「年度電視原聲帶」   王子變青蛙   （獲獎）
- 2006    第5屆   東南勁爆音樂榜「最受歡迎組合」   183Club   （獲獎）
- 2006    第1屆   G-MUSIC華語金曲榜「最具潛力男組合」   183Club   （獲獎）

## 音樂作品

### 專輯
- 2004年
  - 天國的嫁衣電視原聲帶
- 2005年
  - 王子變青蛙電視原聲帶
  - 愛的奇蹟 1 - 喬傑立巨星最紅偶像劇精選
- 2006年
  - 天使情人電視原聲帶
  - 183Club首張專輯
  - 愛情魔髮師電視原聲帶
  - 愛的奇蹟 2 - 跳舞吧！J-Star
- 2007年
  - 櫻野三加一電視原聲帶
  - 愛的奇蹟 3 - 搖滾萬歲
- 2013年
  - 失戀美學 首張個人專輯

### 音樂錄影帶
- 2001：蔡依林〈你還愛我嗎〉
- 2001：費翔〈SHE〉
- 2003：周傳雄〈我在身邊〉
- 2003：R&B〈愛的Bubble〉

## 演唱會
- 2004：喬傑立巨星 ─ 愛在星光演唱會（新加坡）
- 2005：美國棉真愛純綿音樂會
- 2006：183Club No.1 演唱會（2場）
- 2006：183Club 印尼演唱會（2場）
- 2007：183Club 印尼演唱會（1場）
- 2014：1月11日，与纪佳松一起，在台北斗阵俱乐部演唱會（1場）